# بوزجار
بوزجار (به عربی: بوزجار) یک شهرداری در الجزایر است که در استان عین تموشنت واقع شده‌است. بوزجار ۵۴٫۸۶ کیلومتر مربع مساحت و ۴٬۵۴۵ نفر جمعیت دارد.